# Franz Innerhofer
Pour les articles homonymes, voir Innerhofer.

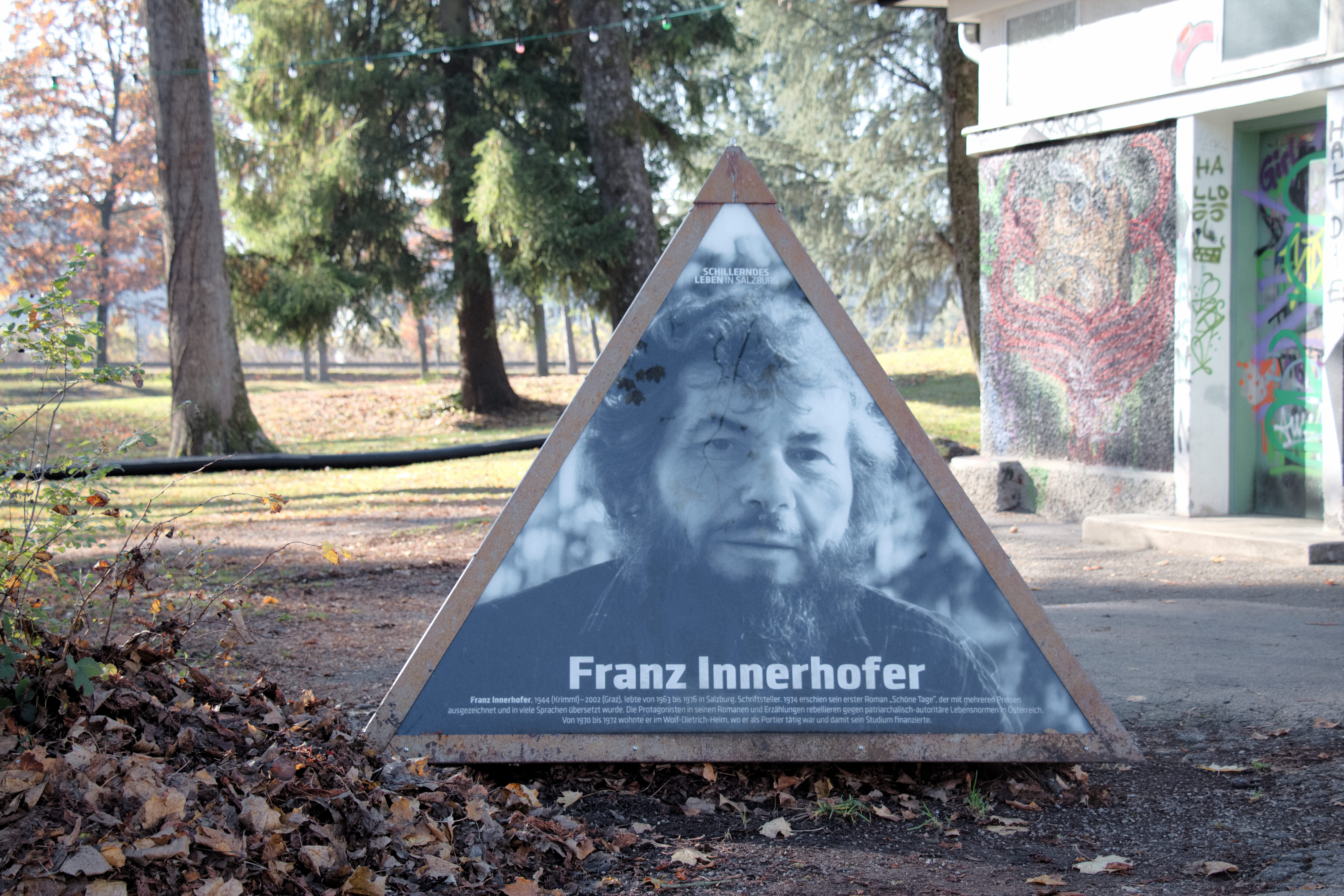
Photo de Franz Innerhofer à Salzbourg

Franz Innerhofer, né le 2 mai 1944 à Krimml (Autriche) et mort le 19 janvier 2002 à Graz est un écrivain autrichien.

## Biographie
Franz Innerhofer, enfant illégitime, vit dans la ferme de son père, agriculteur pauvre. Dès qu'il a six ans Franz est valet de ferme. Ensuite il est apprenti forgeron. Il finit par entrer, en 1966, dans un lycée pour les travailleurs. il obtient la matura (baccalauréat autrichien). Il étudie l'allemand  et l' anglais à l' université de Salzbourg. En 1974 son premier roman autobiographique, Schöne Tage (De si belles années) dans lequel il décrit sa dure enfance le fait connaître comme écrivain. En 1975, il vit à Orvieto (Italie) puis à Arni près de Zurich. En  1980, il dirige une petite librairie à Graz. Il met fin à ses jours, à Graz, le 19 janvier 2002,  "depuis longtemps il se battait contre la désespérance, l'alcool, et pis, contre l'impuissance à écrire".
En 1975 il reçoit le prix Rauriser Literaturpreis pour Schöne Tage.

## Œuvres
L'œuvre principale de Franz Innerhofer est une trilogie largement autobiographique, traduite en français.  Le premier récit-roman est consacré à l'enfance dans la ferme du père dans les années cinquante ; le second volume concerne les années d’apprentissage du métier de forgeron et le troisième celui de la formation, en suivant les cours du soir, puis ceux de l’université, à Salzbourg. Franz Innerhofer dénonce le patriarcat rural tel qu’il existait et  met en question des fondements de la société autrichienne d'après guerre.
De si belles années, traduit de l'allemand par Hervé Quintin et Jean Tailleur, Paris, 1977,coll. du monde entier, Gallimard, ,  225 p.
1ère édition en allemand : Schöne Tage Salzburg, 1975 : Residenz Verlag , , 240 p.
Côté ombre, (Schattseite)traduit de l'allemand (Autriche) par Évelyne Jacquelin, Paris, 2019,   Cambourakis, 334 p.
Les grands mots, ( Die grossen Wörter) traduit de l'allemand (Autriche) par Evelyne Jacquelin, Paris, 2004, éd. Laurence Teper, 196 p
Autres publications
Hanna & Karl monologues autrichiens (récits de Innherofer Innherofer, d'Helmut Qualtinger et de Carl Metz) ; trad. de l'allemand par Henri Christophe ; préf. de Lothar Baier,  Marseille, 2004,  : Agone éd., 109 p.
Um die Wette leben , Salzburg, 1993,  : Residenz Verl., 221 p.